# North Iowa Bulls
North Iowa Bulls är ett amerikanskt juniorishockeylag som spelar i North American Hockey League (NAHL) sedan 2021. De grundades dock redan 2011 för spel i NAHL:s farmarliga North American 3 Hockey League (NA3HL). Det varade fram till 2021 när NAHL-laget Amarillo Bulls i Amarillo, Texas flyttades till Mason City i Iowa för att vara North Iowa Bulls i NAHL. NA3HL-laget fick då ett nytt namn i Mason City Toros.
De spelar sina hemmamatcher i inomhusarenan Mason City Multipurpose Arena, som har en publikkapacitet på uppemot 3 400 åskådare, i Mason City. Bulls har ännu inte vunnit Robertson Cup, som delas ut till det lag som vinner NAHL:s slutspel.
Laget har ännu inte fostrat någon nämnvärd spelare.